# Kapela, Adrijanci
Vaška kapela je kapela, ki stoji sredi vasi Adrijanci v Občini Gornji Petrovci.
Zgrajena je bila leta 1927, spomladi 1928 pa sta jo blagoslovila petrovski duhovnik Štefan Godina in hodoški duhovnik Geza Heiner.

## Obnova
Po letih propadanja je bila leta 2006 obnovljena, kot mnogi sakralni objekti v občini Gornji Petrovci.
Razen celotne obnove zunanjosti in notranjosti so bila zamenjana dotrajana okna in vrata, urejena je tudi okolica kapele.
Sedanjo blagoslovitev obnovljene kapele sta v »ekumenskem duhu« opravila domača duhovnica Jana Kerčmar in rimokatoliški župnik Dejan Horvat.